# 宇野自動車
宇野自動車株式会社（うのじどうしゃ）は、岡山県東部をエリアとする一般路線バス専業の会社である。通称は宇野バス。

## 概要

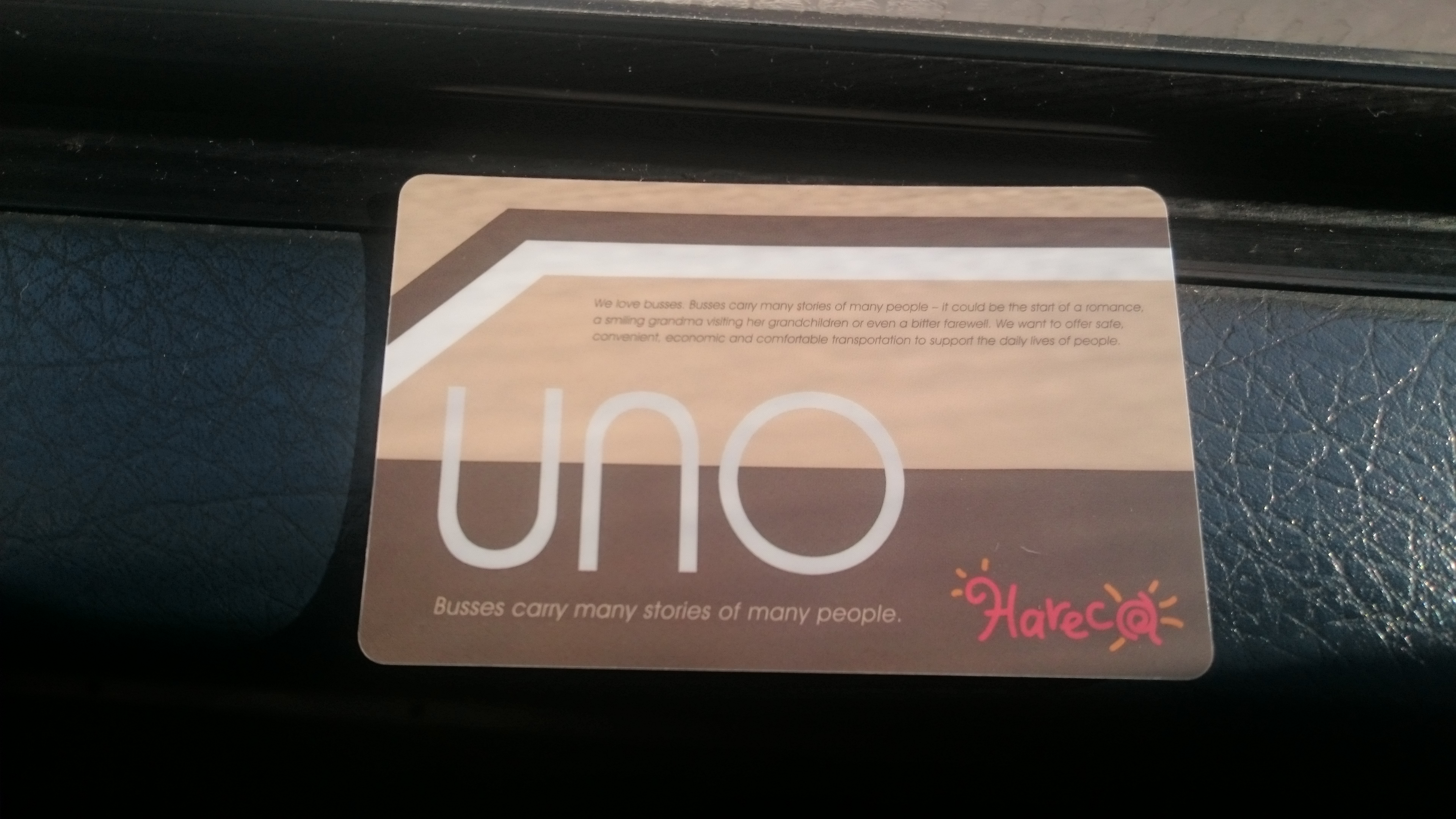
宇野バス限定発行のHareca

岡山市東区（瀬戸・上道地域）、赤磐市を中心に、県東部の備前市・瀬戸内市・美作市・美咲町に路線網を展開する。創業以来路線バス事業のみを展開するバス事業者で、一時期運行していた定期観光バスを除けば、高速バスや貸切バス等の運行を行ったことがない。
社名は創業家である宇野家に因んでおり、県南部の地域名である玉野市宇野地区とは無関係で、宇野家による同族経営が行われている。社紋は「うの」を図案化したものが使われている。
「日本最低運賃」を目指し、対キロ区間制運賃を採用している30両以上保有のバス事業者の中で鹿児島市交通局に次いで2番目に安い（民間事業者では最安）基準賃率23円20銭を1994年（平成6年）以来採用しながら、回送を極力減らすなどの企業努力により、運行にかかる補助金を受け入れず無借金経営を持続している。ただしその反面、補助金なしでは収支均衡の見込めないエリアからの撤退は躊躇なく行い、備前市や美作市などでは既存路線の大半を廃止、現在の運行エリアは岡山市内とその隣接市町のみにほぼ絞り込まれた。
岡山市中心部では同業他社と競合する区間もあるが、他社と一線を画す営業施策をとっているのも特徴の一つであり、他社との競合区間で1998年（平成10年）に規制緩和を求め、公共交通では異例の「運賃値下げ」申請を行っている。また、岡山市の中心部である表町（北区）には、多くのバス路線が乗り入れる天満屋バスステーションがあるが、当社は天満屋バスステーションには乗り入れず、本社と同居する形で独自に設けた表町バスセンターに発着する。
非接触型ICカードシステムHarecaが使用出来るが、両備バス・岡山電気軌道・下電バスと異なりスルッとKANSAI協議会に非加盟のため、全国相互利用サービス対応のICカードは利用不可能。
2023年(令和5年)10月1日、鹿児島市交通局のバス運賃が全線均一230円になったため、名実ともに運賃の基準賃率が日本一安いバス会社となった。

## 車両
三菱ふそうならびに日野（ジェイ・バス）車を使用している。
前後の屋根上に取り付けられた5つの橙色マーカーランプが外見上の特色であり、車体後部にも乗務員名を車外名刺としてマグネットで取り付けている。また、ツーステップ車では、窓の配置や桟の位置を座席に合わせてカスタマイズし、内装はハイバックシートで片側2人掛け座席を採用していた。
2000年代に他社がノンステップバスやワンステップバスを増備するようになっても、長らく扁平タイヤ装備等によるツーステップバスの低床化で対応してきたが、障がい者団体から低床バスの導入を要望されたこと等もあり、2012年、新車として交通バリアフリー法に準拠したワンステップバス（三菱ふそう・エアロスター（QKG-MP35FM（前期）））が1台、2013年には宇野バス初となる日野車（日野・ブルーリボンII（QPG-KV234N3））が2台目のワンステップバスとして導入され、翌2014年にも同型車が1台増備、2015年には3月・5月・9月・11月の四度にわたって合計24台が増備され導入が本格化した。
2016年以降は再び三菱ふそう車が導入され、 2016年にQKG-MP35FM（後期）が1台、2017年にQKG-MP35FM（後期）が1台と2KG-MP35FMが2台、2018年には2KG-MP35FMが2度にわたって合計14台増備され、全車両のワンステップバス化を達成した。
過去に、台風の影響で他社のトラックの横転があったことを教訓に、原バス停（岡山市北区）、八日市バス停（瀬戸内市長船町）の屋根の上に風速計を設置し、台風シーズンの運行可否の判断材料としている。

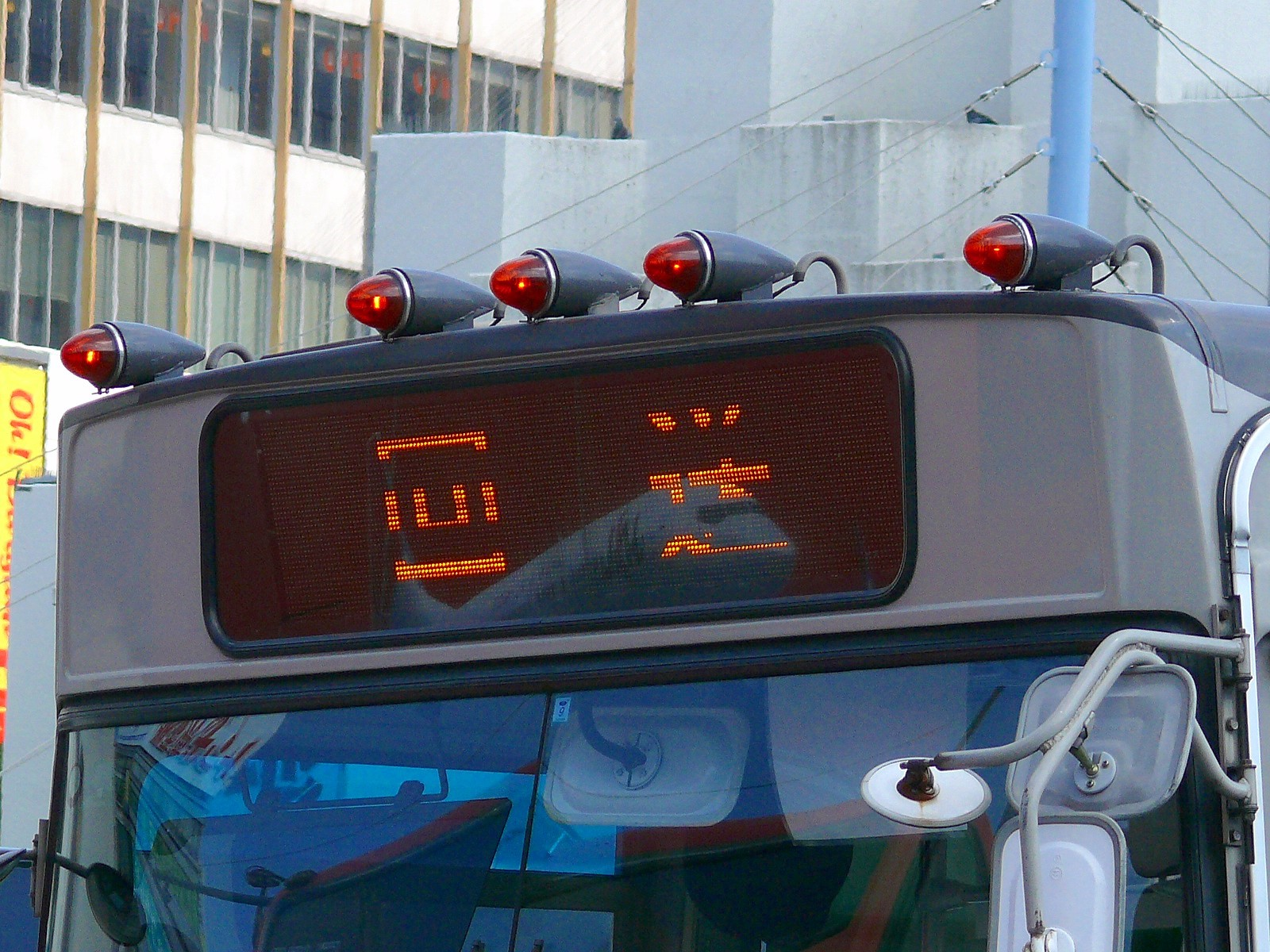
屋根上に取り付けられたマーカーランプが宇野自動車のバスの特徴
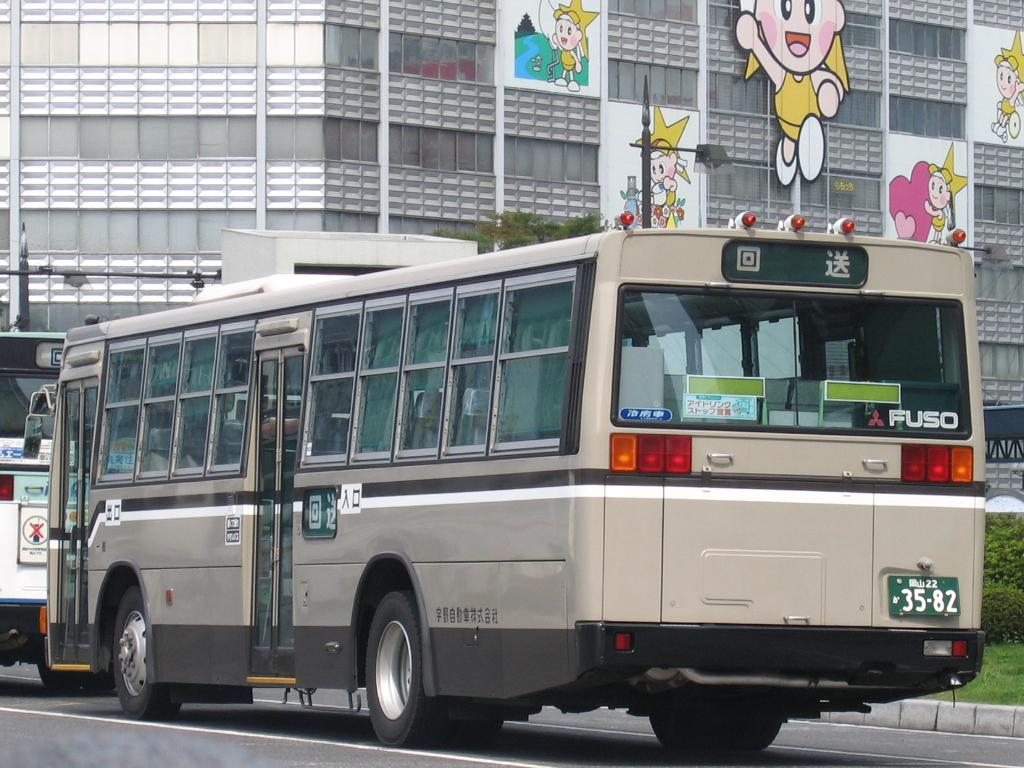
同型車の後部。前面と同じくマーカーランプがあり、後窓には2種類の方向指示器と連動しバス停への出入りを後方へ知らせる電光表示器が設けられている
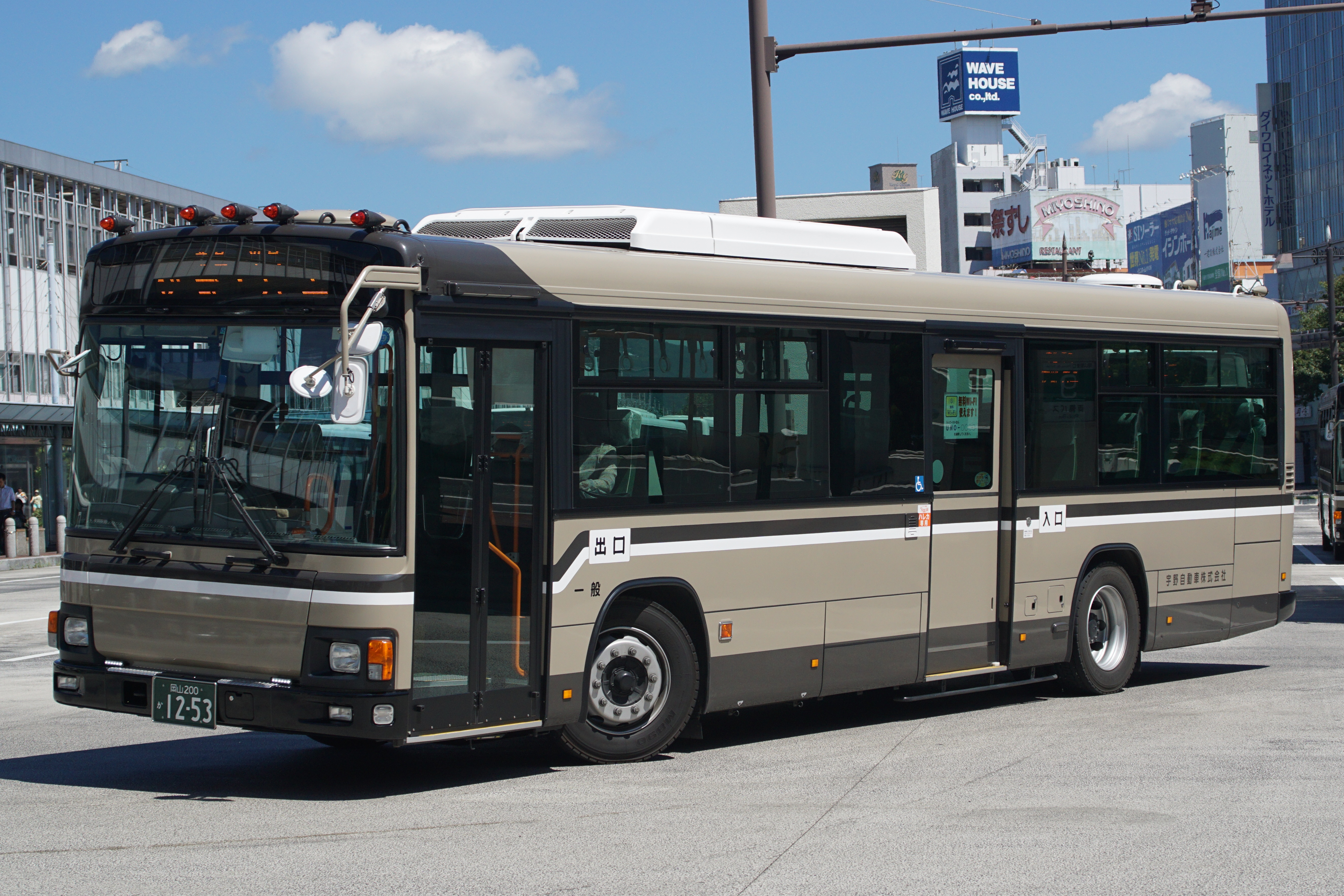
2013年に導入された同社初のブルーリボンIIワンステップバス
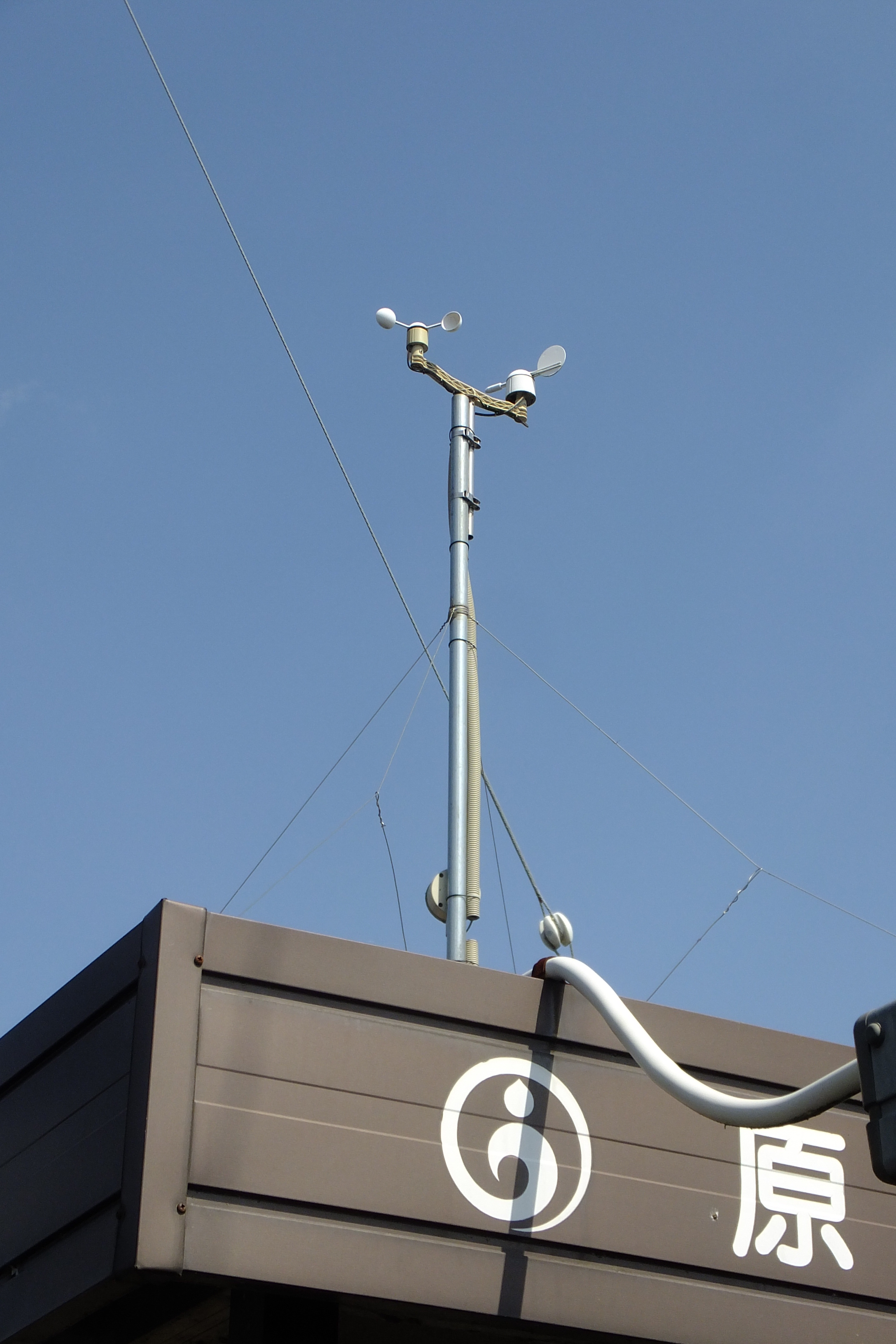
原バス停待合室の屋根に設置されている風速計

## 沿革
- 1918年（大正7年） 3月： 岡山県和気郡香登村字香登本（現・備前市香登本）在住の宇野三郎が、岡山県で最初のバス事業者として創業。
- 1936年（昭和11年）： 片上 - 日生間運行開始。
- 1941年（昭和16年）4月1日： 宇野自動車株式会社設立。
- 1947年（昭和22年）：昭和天皇巡幸に際し本社屋が御料車の駐車地に指定され、本社社員が寝ずの番で留守を預かる。
  - 宇野自動車は「最高の栄を賜った」として、当時の様子を写真と共に自社ホームページに掲載している[12]。
- 1955年（昭和30年）： 日生 - 日生駅間運行開始。
- 1964年（昭和39年）5月1日： 日生駅 - 寒河間運行開始。
- 1996年（平成8年）3月1日：岡山県共通バスカードを導入。
- 1998年（平成10年）7月31日： 岡山市内の競合路線の運賃値下げ（他社競合路線の最低運賃： 150円）
- 1999年（平成11年）
  - 12月14日： バス停の増設（中国銀行本店前、番町口、植物園口）
  - 12月14日： 岡山駅 - 表町バスセンター間の運賃を150円から100円に値下げ
  - 12月14日： 岡山市内の競合路線の運賃値下げ（通常140円、一部区間100円・120円）
- 2000年（平成12年）
  - 5月20日： 中国銀行本店西バス停（岡山駅・弓之町→表町バスセンター行きのみ）を設置
  - 9月1日： 深夜バス（表町バスセンター→岡山駅→山陽団地中→ネオポリス西9丁目）を運行開始
  - 12月11日： 公共車両優先システム(PTPS)を導入（国道250号上道北方 - 古京間の主要交差点）
- 2001年（平成13年）
  - 2月1日： バス優先レーン運用開始（岡山市長岡・長岡西バス停→岡山市国富・国富交差点）
  - 2月1日： 四御神線・国道2号の岡山駅前行きについて、岡山駅構内乗り入れ開始
- 2002年（平成14年）7月12日： 美作線・東岡山線の富田町バス停を休止し、柳川交差点経由に変更
- 2003年（平成15年）
  - 1月20日： 表町バスセンター→岡山駅→ネオポリス西9丁目の直行バスを開始
  - 3月20日： 作陽短大岡山キャンパス閉鎖に伴い、東岡山 - 作陽短大間の運行を休止
- 2004年（平成16年）8月17日： ダイヤ改正により、山陽団地中経由湯郷温泉・林野駅行きが新設される
- 2005年（平成17年）
  - 2月2日： 四御神車庫にバス停設置
  - 3月28日： バスロケーションシステム（バス接近表示システム）の運用開始
- 2006年（平成18年）
  - 8月25日： 赤磐市穂崎に駐車場が完成。パーク・アンド・バスライドを開始。
  - 9月2日： 岡山駅前（ドレミの街）バス停にすべてのバスが停車するようになる。また、同バス停の待ち合わせ場所が冷暖房完備となる。
  - 11月： 中旬より、車両前面・側面・後部にある行先表示のLED化を順次実施。
  - 11月30日： この日限りで備前市西片上の「片上」バス停 - 備前市日生町寒河の「寒河」バス停間を廃止。（廃止後、備前バスに路線移管） これに伴い、寒河車庫も廃止され、八日市車庫に集約された。
  - 12月28日： 車両前面・側面・後部にある行先表示のLED化が完了。
- 2007年（平成19年）
  - 8月20日： JR東岡山駅構内（長岡・駅前バス停）乗り入れ開始
  - 12月24日： ダイヤ改正により、山陽団地中経由湯郷温泉・林野駅行きが休止される。
- 2008年（平成20年）
  - 1月1日： 表町バスセンターの県道沿い待合所の改良工事が完成。同時にバスロケーションシステムを運用開始。
  - 3月20日： 赤磐市内で赤磐循環バスの運行開始
  - 5月： 表町入口バス停（岡山駅方面）待合所の改良工事が完成。同時にバスロケーションシステムを運用開始。
  - 8月1日： 岡山市牟佐に「岡山東部脳神経外科前」バス停を設置。東岡山線「生研前」バス停の名称変更。
  - 10月1日： 岡山県共通バスカードの廃止に伴い、代替カード「宇野バス専用バスカード」の販売を開始（岡山県共通バスカードは宇野バス発行分のみ利用可能）。
- 2012年（平成24年）
  - 4月3日： 東岡山線の東岡山バス停、岡山東支援学校前バス停を廃止し、表町BC - ろう学校前間の運行に変更。
  - 11月30日：美作線・表町バスセンター - 林野駅間大幅減便。
  - 12月21日：東岡山線のろう学校前 - 四御神車庫間の回送区間を営業区間として路線延長。
- 2013年（平成25年）
  - 3月1日：車内の運賃表をすべてLED表示から液晶画面に順次変更
  - 3月12日：ICカード Harecaを導入[5]。
  - 3月31日：宇野バス専用バスカードの販売終了。
  - 4月1日：東岡山線の経路変更（中島 - 就実大学前 - 浜間の従来の経路を休止し、中島 - 竹田・ハートクリニック前 - 西川原 - 東川原 - 林病院入口 - 中区役所前 - 浜の経路に変更。一部区間は岡電バス藤原団地線のバス停と重複。）
  - 同時期：美作線・下市 - 林野駅間大幅減便(9往復→4往復)とともに、自治体による代替バス3往復(新道穂崎 - 林野駅)運行開始。
  - 7月31日：この日をもって岡山県共通バスカード（宇野バス発行）及び宇野バス専用バスカードの利用停止。
- 2014年（平成26年）
  - 4月1日：同業各社が運賃値上げを行う中、運賃値上げを行わなかった。
  - 4月5日：八日市線、ネオポリス瀬戸線ダイヤ修正（到達時間の変更のみ）

- 2015年（平成27年）
  - 5月19日：赤磐循環バスを除く全路線にHareca定期券のサービスを開始。従来の紙の定期券は継続時などに順次Hareca定期券に切り替えられる。
  - 7月1日：路線バス車両全車で無料Wi-Fiサービスの正式運用を開始（岡山県内の路線バス事業者で初）[13]。
  - 7月23日:横浜国立大学にて、岡山市都市整備局、日野自動車、ブリヂストン、日本交通計画協会と共に縁石のカッセルカーブプラス工法の実証実験の検証を行う。
  - 10月1日：日本の民間事業者で運賃の賃率が日本最安となる（次節で後述）。
  - 11月20日：表町バスセンターにPepperを導入。「宇野バス太郎」と名付けられた[14]。
- 2016年（平成28年）
  - 3月14日：GPSを利用してパソコン・スマートフォン・携帯電話からバスの位置を確認できるロケーションシステム「バスまだ?」の試験運用を開始[15]。
  - 6月17日より上記の本格運用を開始。
  - 7月22日より岡山駅東口11番･12番乗り場にて「バスまだ？」確認用の大型4Kモニタを設置。
- 2017年（平成29年）
  - 4月27日：「岡山後楽園バス」運行開始。
  - 10月27日：美作線「長泉寺停留所」(表町バスセンター･岡山駅方面行き)にバスロケーションシステム「バスまだ？」のデジタルサイネージの設置。
  - 12月9日：「岡山後楽園バス」の片道運賃を140円から100円への届出をする。
  - 12月：安全性向上の為、Mobileye570を試験導入。
  - 同月末：表町バスセンターにて停留所縁石の正着性向上/バリアフリー推進の為のカッセルカーブプラスへの改良工事完了。
- 2018年（平成30年）
  - 1月19日：自社も運行に携わっている「岡山後楽園バス」の片道運賃100円への届出が受理される。
  - 2月1日：「岡山後楽園バス」の片道運賃100円（小児、障害者手帳保有者は50円）に変更。
  - 4月6日：SBドライブ株式会社と「バス自動運転サービスの実用化に向けた実証」に関する合意書を締結。自動運転でのバス運行事業化の早期実現を目指し、SBドライブ、先進モビリティ、行政と共に白ナンバーでのデータの蓄積・運行基準の思案などを進めていく。それに伴い、4月の13日~15日の三日間に赤磐市の赤磐市立中央公民館を基点とし約1kmを公道にてLevel3で周回する試乗会を実施した。
- 2019年（平成31年・令和元年）
  - 4月1日：赤磐循環バスの運行休止。
  - 10月1日：同業各社が運賃値上げを行う中、運賃値上げを行わなかった。
- 2020年（令和2年）4月1日：休止していた赤磐循環バスを廃止。
- 2022年（令和4年）10月1日：岡山市内の他社が100円の区間を120円に運賃値上げを行うが、自社は運賃値上げを行わなかった[16]。
- 2023年（令和5年）10月1日：鹿児島市交通局のバス運賃が全線均一230円に統一されたことにより、公営バスを含めても基準賃率が日本一安いバス会社となった。
- 2024年（令和6年）12月13日：コロナ禍で運休していた美作線ネオポリス西系統の深夜バスを再開。運賃は全区間一律2000円(小児・障害者手帳呈示は半額。定期券所持者は券面金額との差額。愛カード呈示割引は不可。)に値上げ。
- 2025年（令和7年）2月10日：乗務員のインフルエンザ及びコロナウイルス感染により通常運行に支障が生じているとして、同日から2月28日までの間は平日も休日ダイヤにて運行。但し美作線林野系統のみは平日ダイヤでの運行。美作線ネオポリス系統2往復とネオポリス発瀬戸駅経由岡山駅行1便の臨時便を運行。一部時刻変更と岡山駅発長岡駅前行1便の減便あり。
- 2025年（令和7年）3月3日：全線平日の運行は平日ダイヤに復する。

## 車庫の所在地
本社車庫
表町バスセンターを参照
四御神（しのごぜ）車庫
- 岡山県岡山市中区四御神41-1北緯34度41分29秒 東経133度58分54秒 / 北緯34.6915139度 東経133.9817252度四御神車庫バス停 （終点）

長岡車庫
- 岡山県岡山市中区長岡北緯34度40分54秒 東経133度58分55秒 / 北緯34.681746度 東経133.981924度

八日市車庫
- 岡山県瀬戸内市長船町八日市527-1北緯34度42分47秒 東経134度05分48秒 / 北緯34.712950度 東経134.096753度

林野車庫
- 岡山県美作市栄町183-9北緯35度00分45秒 東経134度09分02秒 / 北緯35.012561度 東経134.150688度 林野駅前バス停前

ネオポリス東車庫
- 岡山県赤磐市桜が丘東6丁目679・681北緯34度47分29秒 東経134度02分34秒 / 北緯34.79137度 東経134.042909度

ネオポリス西車庫
- 岡山県赤磐市桜が丘西9丁目29-1北緯34度46分46秒 東経134度01分27秒 / 北緯34.779452度 東経134.024243度

仁堀車庫
- 岡山県赤磐市仁堀東北緯34度52分24秒 東経134度00分47秒 / 北緯34.873388度 東経134.013141度 仁堀バス停上り (岡山方面側) 前

### 休止中の車庫
町苅田車庫
- 岡山県赤磐市町苅田468北緯34度47分59秒 東経134度00分39秒 / 北緯34.79984817度 東経134.0108022度 赤坂中学校前バス停下り (美作方面側) 前

### 過去の車庫
坂辺車庫
- 岡山県赤磐市坂辺北緯34度50分31秒 東経134度00分33秒 / 北緯34.842071度 東経134.009267度

矢田車庫
- 岡山県和気郡和気町矢田

周匝（すさい）車庫
- 岡山県赤磐市周匝1534-1北緯34度55分23秒 東経134度05分45秒 / 北緯34.923135度 東経134.095775度

小野車庫
- 岡山県美作市小野2332-1北緯35度04分43秒 東経134度14分50秒 / 北緯35.078516度 東経134.247270度

豊沢車庫
- 岡山県勝田郡奈義町久常308-6地先北緯35度07分23秒 東経134度10分56秒 / 北緯35.122967度 東経134.182221度

寒河（そうご）車庫
- 岡山県備前市日生町寒河1783北緯34度44分57秒 東経134度18分10秒 / 北緯34.749246度 東経134.302812度

東岡山車庫　
- 岡山県岡山市中区土田北緯34度41分49秒 東経133度59分16秒 / 北緯34.696808度 東経133.987750度

西大寺車庫
- 岡山県岡山市東区西大寺中野北緯34度39分23秒 東経134度01分48秒 / 北緯34.656283度 東経134.029886度

## 主なターミナル
- 表町バスセンター
- 岡山駅

## 路線

### 一般路線バス
- 国道250・2号線
  - 長岡・駅前線（岡山市）
    - 岡山駅 - 岡山駅前 - 柳川西 - 柳川 - 表町バスセンター - 県庁前 - 朝日高前 - 国富 - 原東 - 原尾島住宅 - 二本松 - 二本松東 - 兼基 - 長岡団地 - 長岡・駅前

  - 瀬戸駅・ネオポリス線（岡山市 - 赤磐市）
    - 岡山駅 - 岡山駅前 - 柳川西 - 柳川 - 表町バスセンター - 県庁前 - 朝日高前 - 国富 - 原東 - 原尾島住宅 - 二本松 - 二本松東 - 兼基 - 長岡団地 - 長岡 - 中尾 - 平島 - 瀬戸線平島（瀬戸駅・ネオポリス東行のみ） - 瀬戸駅 - 瀬戸線下市（瀬戸駅・岡山駅行のみ） - ネオポリス線下市 - 桜が丘西一丁目 - 桜が丘西三丁目 - 桜が丘中央 - 桜が丘東六丁目 - 野間
    - 岡山駅 - 岡山駅前 - 柳川西 - 柳川 - 表町バスセンター - 県庁前 - 朝日高前 - 国富 - 原東 - 原尾島住宅 - 二本松 - 二本松東 - 兼基 - 長岡団地 - 長岡 - 中尾 - 平島 - 瀬戸線平島（瀬戸駅・ネオポリス西行のみ） - 瀬戸駅 - 瀬戸線下市（瀬戸駅・岡山駅行のみ） - ネオポリス線下市 - 桜が丘西一丁目 - 桜が丘西三丁目 - 桜が丘中央 - 桜が丘西九丁目中 - 桜が丘運動公園口

  - 八日市・片上線（岡山市 - 瀬戸内市 - 備前市）
    - 岡山駅 - 岡山駅前 - 柳川西 - 柳川 - 表町バスセンター - 県庁前 - 朝日高前 - 国富 - 原東 - 原尾島住宅 - 二本松 - 二本松東 - 兼基 - 長岡団地 - 長岡 - 中尾 - 平島 - 八日市 - 香登駅前 - 香登東 - 備前病院前 - 伊部駅前 - 片上
- 四御神（しのごぜ）線（岡山市）
  - 岡山駅 - 岡山駅前 - 柳川西 - 柳川 - 表町バスセンター - 県庁前 - 朝日高前 - 国富 - 原東 - 原尾島住宅 - 藤原 - 清水 - 中井 - 国府市場西 - 国府市場 - 湯迫東 - 四御神南 - 四御神車庫
- 東岡山線（岡山市）
  - 表町バスセンター - 柳川 - 柳川西 - 岡山駅前 - ［岡山駅→岡山駅前→柳川西→岡電柳川（東岡山行のみ） / 駅前町←裁判所前（表町行のみ）］ - 浜（岡山プラザホテル前） - 中区役所前 - コープ東川原店前 - 西川原 - 高島団地 - 新屋敷団地 - 雄町中 - 東岡山駅前 - ろう学校前 - 土田 - 四御神南 - 四御神車庫
  - 表町バスセンター - RSK本社前・美術館前[17] - 弓之町 - 浜（岡山プラザホテル前） - 中区役所前 - コープ東川原店前 - 西川原 - 高島団地 - 新屋敷団地 - 雄町中 - 東岡山駅前 - ろう学校前 - 土田 - 四御神南 - 四御神車庫
- 美作線
  - 山陽団地循環線（岡山市 - 赤磐市）
    - 表町バスセンター - 柳川 - 柳川西 - 岡山駅前 - [岡山駅→岡山駅前→柳川西→岡電柳川（山陽団地行のみ） / 駅前町←裁判所前（表町行のみ）］ - 番町口 - 長泉寺 - 大和町 - 御野校前 - 法界院駅前 - 三野 - 原 - 玉柏 - 牟佐下 - 新道穂崎下 - 新道穂崎 - 〈 山陽団地西4番→山陽団地中3番 〉

  - ネオポリス線（岡山市 - 赤磐市）
    - 表町バスセンター - 柳川 - 柳川西 - 岡山駅前 - ［岡山駅→岡山駅前→柳川西→岡電柳川（ネオポリス東行のみ） / 駅前町←裁判所前（表町行のみ）］ - 番町口 - 長泉寺 - 大和町 - 御野校前 - 法界院駅前 - 三野 - 原 - 玉柏 - 牟佐下 - 新道穂崎下 - 新道穂崎 - 新道河本 - 新道赤磐市役所入口 - 桜が丘西一丁目 - 桜が丘西三丁目 - 桜が丘中央 - 桜が丘東六丁目 - 野間
    - 表町バスセンター - 柳川 - 柳川西 - 岡山駅前 - ［岡山駅→岡山駅前→柳川西→岡電柳川（ネオポリス西行のみ） / 駅前町←裁判所前（表町行のみ）］ - 番町口 - 長泉寺 - 大和町 - 御野校前 - 法界院駅前 - 三野 - 原 - 玉柏 - 牟佐下 - 新道穂崎下 - 新道穂崎 - 新道河本 - 新道赤磐市役所入口 - 桜が丘西一丁目 - 桜が丘西三丁目 - 桜が丘西九丁目中 - 桜が丘運動公園口
    - 表町バスセンター - 柳川 - 柳川西 - 岡山駅前 - ［岡山駅→岡山駅前→柳川西→岡電柳川（ネオポリス東行のみ） / 駅前町←裁判所前（表町行のみ）］ - 番町口 - 長泉寺 - 大和町 - 御野校前 - 法界院駅前 - 三野 - 原 - 玉柏 - 牟佐下 - 新道穂崎下 - 新道穂崎 - 山陽団地中3番 - 下市上 - 下市 - 瀬戸線下市（ネオポリス東行のみ） - 新道赤磐市役所入口 - 桜が丘西一丁目 - 桜が丘西三丁目 - 桜が丘中央 - 桜が丘東六丁目 - 野間
    - 表町バスセンター - 柳川 - 柳川西 - 岡山駅前 - ［岡山駅→岡山駅前→柳川西→岡電柳川（ネオポリス西行のみ） / 駅前町←裁判所前（表町行のみ）］ - 番町口 - 長泉寺 - 大和町 - 御野校前 - 法界院駅前 - 三野 - 原 - 玉柏 - 牟佐下 - 新道穂崎下 - 新道穂崎 - 山陽団地中3番 - 下市上 - 下市 - 瀬戸線下市（ネオポリス西行のみ） - 新道赤磐市役所入口 - 桜が丘西一丁目 - 桜が丘西三丁目 - 桜が丘西九丁目中 - 桜が丘運動公園口
    - 表町バスセンター - 柳川 - 柳川西 - 岡山駅前 - ［岡山駅→岡山駅前→柳川西→岡電柳川（ネオポリス西行のみ） / 駅前町←裁判所前（表町行のみ）］ - 番町口 - 長泉寺 - 大和町 - 御野校前 - 法界院駅前 - 三野 - 原 - 玉柏 - 牟佐下 - 新道穂崎下 - 新道穂崎 - 山陽団地西4番 - 下市上 - 下市 - 瀬戸線下市（ネオポリス西行のみ） - 新道赤磐市役所入口 - 桜が丘西一丁目 - 桜が丘西三丁目 - 桜が丘西九丁目中 - 桜が丘運動公園口
    - （直行便）表町バスセンター - 柳川 - 柳川西 - 岡山駅前 - ［岡山駅→岡山駅前→柳川西→岡電柳川（ネオポリス西行のみ） / 駅前町←裁判所前（表町行のみ）］ - 番町口 - 長泉寺 - 大和町 - 御野校前 - 法界院駅前 - 三野 - （ノンストップ） - 新道穂崎下 - 新道穂崎 - （ノンストップ） - 桜が丘西一丁目 - 桜が丘西三丁目 - 桜が丘西九丁目中 - 桜が丘運動公園口

  - 町苅田・仁堀・周匝・林野線（岡山市 - 赤磐市 - 美咲町 - 美作市）
    - 表町バスセンター - 柳川 - 柳川西 - 岡山駅前 - ［岡山駅→岡山駅前→柳川西→岡電柳川（町苅田・仁堀・周匝・林野駅行のみ） / 駅前町←裁判所前（表町行のみ）］ - 番町口 - 長泉寺 - 大和町 - 御野校前 - 法界院駅前 - 三野 - 原 - 玉柏 - 牟佐下 - 新道穂崎下 - 新道穂崎 - 新道河本 - 瀬戸線下市（表町行のみ） - 下市 - 正崎 - 町苅田 - 赤坂中学校前 - 坂辺 - 仁堀 - 福田 - 周匝 - 周匝上 - 高下 - 福本 - 湯郷温泉下 - 林野バスセンター - 林野駅
    - 表町バスセンター - 柳川 - 柳川西 - 岡山駅前 - ［岡山駅→岡山駅前→柳川西→岡電柳川（町苅田行のみ） / 駅前町←裁判所前（表町行のみ）］ - 番町口 - 長泉寺 - 大和町 - 御野校前 - 法界院駅前 - 三野 - 原 - 玉柏 - 牟佐下 - 新道穂崎下 - 新道穂崎 - 山陽団地中3番 - 下市上 - 正崎 - 町苅田 - 赤坂中学校前
- 岡山後楽園バス
  - 岡山駅 - 岡山県立美術館 - 岡山後楽園

### 湯郷温泉直行バス（予約制）
毎月1～2回日帰りで設定される湯郷温泉への予約制直行バス。乗車できるのは表町バスセンター・岡山駅前・新道穂崎のみで、湯郷温泉エリアのバス停まで途中のバス停を通過する。運賃は往復1,500円と安く設定されているのが特徴である。定員30名で事前の電話予約が必要。運転日および予約受付開始日は公式サイトで公開されている。

### 定期観光バス
現在は廃止され運行していない。

## バスロケーションシステム

### 音声案内機能付きバス接近表示機
2005年3月より、バス接近表示機を以下のバス停に導入した。接近の際、「まもなく○○行きのバスが参ります」と自動音声により放送される。
- 表町バスセンター
  - 県道沿いの岡山駅行乗り場（2008年1月から稼働）
  - バスセンター内に、各方面の案内（岡山駅行、美作線/ネオポリス線、国道2/250号線、四御神線、東岡山線）
- 表町入口バス停の岡山駅方面乗り場（2008年6月から稼働）
- 岡山駅バスターミナルの11番乗り場、12番乗り場（各乗り場に1台）
- 岡山駅前バス停
  - 中国銀行駅前支店前乗り場（美作線・東岡山線）
  - ドレミの街乗り場（2006年9月から2台稼働　美作線/ネオポリス線、国道2/250号線、四御神線、東岡山線）
- 県庁前の原尾島方面乗り場（国道2/250号線、四御神線）
- 原尾島住宅前の岡山駅方面乗り場（2006年2月から稼働）

### バスまだ?
2016年3月から独自開発のバスロケーションシステム『バスまだ?』を運用している。全てのバス車両にGPS機能付きタブレット端末を装備し、バスの位置情報とタブレットで撮影された前方画像をリアルタイムで把握して、主要バス停および公式サイトで公開している。公式サイトで公開されているものは以下の4バージョンがある。
- 時刻表タイプ - 主要停留所の接近予想時刻を表示するもの
- 地図タイプ - 地図上にバスの位置情報を表示させたもの
- 一覧タイプ - 路線に関係なく運行中のバスを一覧表示させるもの
- マニアタイプ - 地図タイプの亜種で、業務用のバス運行管理システムの画面をそのまま表示させたもの

2016年7月から、以下のバス停で「バスまだ？」確認用の大型モニターを設置している。
- 岡山駅バスターミナル
  - 11番乗り場、12番乗り場（2016年7月22日から各乗り場に1台稼働）　　
  - 1番乗り場（2017年5月3日から稼働　岡山後楽園バス）
- 長泉寺バス停の岡山駅方面乗り場（2017年10月27日から稼働）
- 南方交番前バス停（2017年12月28日から稼働）
  - 岡山駅方面乗り場（トマト銀行本店前） 　
  - 赤磐・美作方面乗り場（ベネッセコーポレーション本社前）

なお、宇野自動車ではバスの位置情報をオープンデータとして公開している。また、岡山県内では2017年2月20日から下津井電鉄でも導入している。

## パーク・アンド・バスライド
- マックスバリュ桜ヶ丘店駐車場
  - スーパーの駐車場を利用。
  - 「桜ヶ丘中央」バス停から乗車する。特に指定の乗車券等は必要ない。通常の乗車方法で利用可能である。
- 赤磐市穂崎駐車場
  - 赤磐市穂崎の山陽自動車道高架下にパーク・アンド・バスライド用の無料駐車場が整備された。
  - 「新道穂崎」「新道穂崎下」バス停から乗車する。特に指定の乗車券等は必要ない。通常の乗車方法で利用可能である。

## 関連会社
- 宇野不動産（業務内容:表町周辺の駐車場経営）